# Cymbolaena
Cymbolaena é um género botânico pertencente à família Asteraceae.